# Universitat de Quebec a Montreal

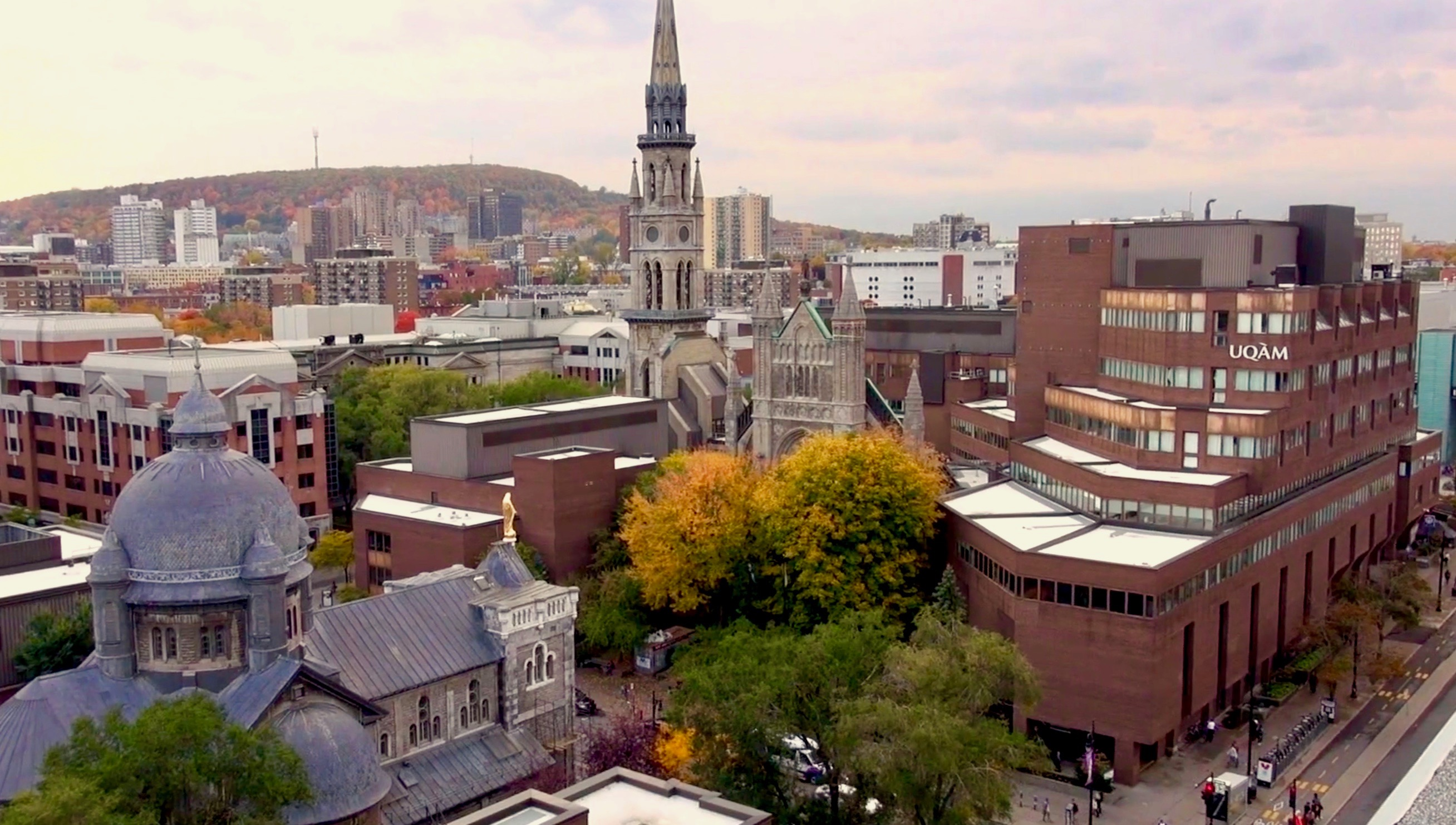
Campus central de la UQAM

La Universitat de Quebec a Montreal (UQAM – En francès Université du Quebéc à Montréal) està localitzada a Montreal, província de Quebec, Canadà. És una de les Universitats de Quebec i una de les dues universitats de Montreal que tenen el francès com a llengua d'instrucció principal. L'altra és la Universitat de Montreal (UdeM). La UQAM va ser fundada per democratitzar l'accés a l'educació superior.

## Història
La Universitat de Quebec a Montreal va ser creada el 9 d'abril de l'any 1969 pel govern de Quebec, a partir de la fusió de la Escola de Belles Arts de Montreal, l'escola Sainte-Marie i tres institucions publiques d'ensenyament superior.

## Campus
El campus de la UQAM va ser dissenyat per Dimitri Dimakopoulos i està localitzat al centre de Montreal, amb la majoria dels seus edificis al Barri Llatí, prop de la parada de metro de Berri-UQAMi el seu nou complex, Complexe des sciences Pierre-Dansereau, al costat del metro Place des Arts. La universitat també realitza activitats als 4 diferents centres regionals de què consta: UQAM Lanaudière in Terrebonne, UQAM Laval, UQAM Montérégie in Longueil i UQAM Ouest-de-l'île

## Composició
És una de les nou seus de la Universitat de Quebec, fundada pel govern de Quebec al 1969. Al juny del 2005, va integrar la Téléuniversité (TÉLUQ), una universitat especialitzada en l'ensenyament a distància, que ofereix cursos i graus sobre informàtica, educació, comunicació, medi ambient i empreses.
Presencialment, està composta per 6 facultats i una escola:
- Facultat d'Arts
- Facultat de Comunicació
- Facultat de Ciències Polítiques i Dret
- Facultat de Ciències
- Facultat d'Educació
- Facultat de Ciències Humanes
- Escola de Ciències de l'Administració (ESG)

La universitat té 34 centres d'investigació institucional, 4 de la UNESCO, 24 d'Investigació Canadà, 6 instituts i d'altres.
Ofereix 160 programes d'estudis en el primer cicle (BAC, certificats i microprogrames), 115 programes d'estudis en el segon cicle (Màsters, DESS i microprogrames) i 30 programes d'estudis en el tercer cicle (Doctorats).
El 2018 la universitat tenia 38.883 estudiants inscrits amb un total de 3.859 estudiants estrangers provinents de 95 països, amb un total de 310 programes diferents.

## Reputació
La UQAM va ocupar el 2017 la posició 97 entre les més prestigioses universitats del món fundades els últims 50 anys, segons el rànquing de The Higher Education del Regne Unit.
El 2017, els estudiants de la UQAM-ÈSG (École des Sciences de la Gestion) van guanyar els 4 premis més importants de la Simulació de les Nacions Unides a Nova York. Anteriorment, havien obtingut premis de l'OTAN el 2014 i 2015.

## Relacions de la UQAM amb el món
La UQAM té acords amb institucions en 67 països per a intercanvis d'estudiants i col·laboracions en investigacions científiques.
També organitza Escoles d'Estiu a Colòmbia, Alemanya, Xina, Japó, Grècia i la República Txeca.